# ヴィコヴァーロ
ヴィコヴァーロ（伊: Vicovaro）は、イタリア共和国ラツィオ州ローマ県にある、人口約3,500人の基礎自治体（コムーネ）。

## 地理

### 位置・広がり
ローマ県東部のコムーネ。ティヴォリから北東へ約11km、ローマ中心部から東北東へ約38km、アヴェッツァーノから西へ約43km、ラクイラから南西へ約55kmの距離にある。

#### 隣接コムーネ
隣接するコムーネは以下の通り。
- ロッカジョーヴィネ - 北
- マンデーラ - 東
- サラチネスコ - 東
- サンブーチ - 南東
- カステル・マダーマ - 南
- ティーヴォリ - 南西
- サン・ポーロ・デイ・カヴァリエーリ - 西

### 地勢
町域をアニェーネ川が流れる。モンティ・ルクレティリ山地 (it:Monti Lucretili) の南東に位置し、町域の一部はモンティ・ルクレティリ州立自然公園 (it:Parco regionale naturale dei Monti Lucretili) に含まれている。

### 気候分類・地震分類
ヴィコヴァーロにおけるイタリアの気候分類 (it) および度日は、zona D, 1891 GGである。
また、イタリアの地震リスク階級 (it) では、zona 2B (sismicità media) に分類される。

## 行政

### 山岳部共同体
広域行政組織である山岳部共同体「アニェーネ山岳部共同体」 (it:Comunità montana dell'Aniene) （事務所所在地: アーゴスタ）に属する。

### 分離集落
ヴィコヴァーロには、以下の分離集落（フラツィオーネ）がある。
- Sancosimato, Cerreto, Pratarelle

## 交通

### 道路
高速道路（アウトストラーダ）
- アウトストラーダ A24
〔ローマ - ティヴォリ〕 - ヴィコヴァーロ＝マンデーラ - 〔ラクイラ - テルニ〕

国道・主要道路
- SR5 (it:Strada statale 5 Via Tiburtina Valeria) 
〔ローマ - ティヴォリ〕 - ヴィコヴァーロ - 〔アヴェッツァーノ - ペスカーラ〕

### 鉄道
トレニタリア (FS)
- ローマ＝スルモーナ＝ペスカーラ線 (it:Ferrovia Roma-Sulmona-Pescara) 
ヴィコヴァーロ駅 (it:Stazione di Vicovaro)